# Dayton (Tennessee)
Dayton je město v okresu Rhea County, v americkém státě Tennessee. Žije v něm přibližně 7 100 obyvatel. V roce 2000 to bylo 6 180 obyvatel. Na územním celku, zahrnujícím i urbanizované příměstské okolí, sahající na jih ke Graysville, Tennessee žilo v r. 2000 celkem 9 050 lidí. Je to okresní město.
Dayton, Tennessee celosvětově proslul v roce 1925, kdy se v něm odehrál tzv. Scopesův Opičí proces, v němž se utkali kreacionisté s evolucionisty o právo vyučovat v Tennessee evoluční teorii.

## Geografie
V roce 2000 mělo 16,5 km², z čehož tvořily 3,62 % vodní plochy (řeky a zátočiny).

## Demografie
Dle sčítání lidu v r. 2000 se skládal Dayton z 6 180 lidí, kteří tvořili 2 323 domácností a 1 558 rodin. Hustota obyvatel byla 389,3/km².
Městu výrazně dominovala bělošská populace s 90,70 %, dále v něm žilo 5,26 % Afroameričanů, 3,12 % Hispánců a Latinoameričanů, 0,73 % Asiatů, 0,23 % domorodých Američanů, 0,03 % ostrovanů z oblasti Pacifiku, 1,75 % hlásících se k jinému etniku a 1,31 % hlásících se k více etnikům. Průměrná rodina se skládala z 2,95 lidí a střední věk byl 34 let.
Muži měli střední příjem 30 521 dolarů ročně oproti 22 144 dolarů pro ženy. Přibližně 13,4 % rodin a 16,9 % populace žilo pod hranicí bídy, včetně 24,0 % nedospělých a 16,6 % lidí nad 65 let.

## Historie
Místo bylo osídleno v r. 1820 a původně nazýváno Smith's Crossroads (Smithova Křižovatka). Jméno Dayton nese město od r. 1877. Prvotní průmysl tvořily především doly a manufaktury na zpracování surového železa.

## Opičí proces

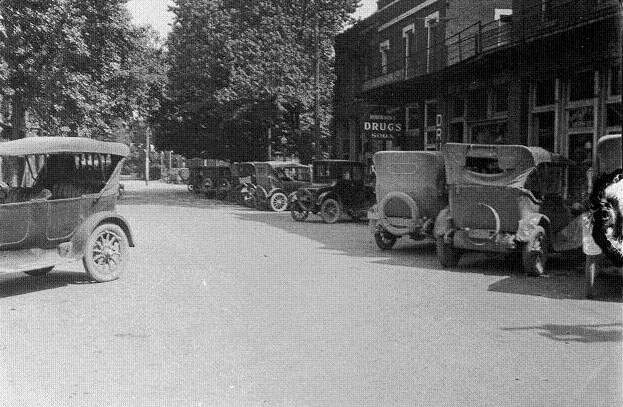
Dayton, Tennessee,
v době „Opičího procesu“ v r. 1925.

Opičí proces byl vyvolán do jisté míry záměrně místními podnikateli v čele s Georgem Rappleyeaem, kteří si od něj slibovali zvýšení pozornosti a popularity Daytonu, což se povedlo v míře, kterou ani nečekali.
Do města s tehdy jen 1 756 obyvateli přijely stovky novinářů a nakonec v něm bylo po dobu procesu přes 5 000 lidí.
G. Rappleyea se totiž dohodl s místním učitelem Johnem T. Scopesem a následně padlo jeho obvinění z porušení tzv. „Butlerova zákona“, zakazujícího výuku evoluce. Vzhledem k tomu, že žalobce zastupoval W. J. Bryan, trojnásobný kandidát na úřad prezidenta USA a obhajobu proslulý advokát C. Darrow, upoutal proces celosvětovou pozornost a stal se prvním soudním řízením přenášeným rádiem po celých USA.
Scopes byl v procesu shledán vinným, ale rozsudek byl následně zrušen pro formální nedostatky a stíhání zastaveno.

## Ekonomika
Dnes je město malým průmyslovým centrem, produkujícím nábytek, oblečení, automobilové součástky, klimatizační zařízení a topná tělesa. Největším zaměstnavatelem je firma La-Z-Boy. 32 kilometrů od města se nachází jaderná elektrárna.
Od roku 1990 byl zaznamenán nárůst bytové výstavby, zejména kolem Chickamauga Lake, mělké zátočiny řeky Tennessee River, kde se usídlují zvláště rentiéři.

## Školství
Dayton je sídlem čtyřleté křesťanské školy svobodných umění Bryan College (pojmenované po W. J. Bryanovi, který zemřel v Daytonu pět dnů po skončení opičího procesu). Daytonská městská škola a K-8, největší veřejná škola v Tennessee, jsou pro obyvatele Daytonu bezplatné. V Daytonu se též nachází Oxford Graduate School, křesťanská škola pro postgraduální vzdělávání, patřící společenství Dayton's Crystal Springs.

## Významní rodáci a obyvatelé
- John Thomas Scopes (3. 8. 1900 – 21. 9. 1970) – učitel a hlavní obžalovaný v Opičím procesu
- Aloysius Durick (13. 9. 1914 – 26. 6. 1994) – původně konzervativní římskokatolický biskup, který se ale po uvěznění Martina Luthera Kinga stal bojovníkem za občanská práva segregovaných
- Rachel Held Evans – novinářka, oceňovaná za své humoristické sloupky a autorka knihy Evolving in Monkey Town: How a Girl Who Knew All the Answers Learned to Ask the Questions (Vývoj v Opičím městě aneb Jak se dívka, která znala všechny odpovědi, naučila ptát)[6]
- Howard Armstrong (4. 3. 1909 – July 30, 2003) – afroamerický country-bluesový a stringbandový hudebník
- Kathryn Dee Robinson – bývalá velvyslankyně Spojených států v Ghaně
- Dave Roller – fotbalový obránce Národní fotbalové ligy
- Red Holt (25. 7. 1894 – 2. 2. 1961) – vedoucí týmu baseballové ligy a první metař týmu Philadelphia Athletics